# Аньєкпено Удо
Аньєкпено Удо (англ. Aniekpeno Udoh, нар. 11 листопада 1996) — нігерійський футболіст, нападник фінського клубу «КуПС».
Виступав, зокрема, за клуби «Вікінг», «Вікінг» та «Юнгшиле СК».

## Клубна кар'єра
Народився 11 листопада 1996 року. Вихованець футбольної школи клубу Akwa United.
У дорослому футболі дебютував 2016 року виступами за команду «Вікінг», в якій того року взяв участь у 3 матчах чемпіонату. 
Згодом у 2017 році грав у складі команд «Левангер» та «Юнгшиле СК».
До складу клубу «Вікінг» повернувся 2018 року та за команду зі Ставангера 5 матчів чемпіонату, а пізніше, того ж року повернувся до клубу «Юнгшиле СК». Цього разу провів у складі його команди один сезон. Більшість часу, проведеного у складі «Юнгшиле», був основним гравцем атакувальної ланки команди. У складі «Юнгшиле» був одним з головних бомбардирів команди, маючи середню результативність на рівні 0,7 гола за гру першості.
До складу клубу «КуПС» приєднався 2020 року. Станом на 21 липня 2021 року відіграв за команду з Куопіо 29 матчів в національному чемпіонаті.

## Статистика виступів

### Статистика клубних виступів
| Сезон                  | Клуб                   | Чемпіонат              | Чемпіонат | Чемпіонат | Національний кубок | Національний кубок | Національний кубок | Континентальні кубки | Континентальні кубки | Континентальні кубки | Суперкубки | Суперкубки | Суперкубки | Усього | Усього |
| Сезон                  | Клуб                   | Ліга                   | Ігор      | Голів     | Ліга               | Ігор               | Голів              | Ліга                 | Ігор                 | Голів                | Ліга       | Ігор       | Голів      | Ігор   | Голів  |
| ---------------------- | ---------------------- | ---------------------- | --------- | --------- | ------------------ | ------------------ | ------------------ | -------------------- | -------------------- | -------------------- | ---------- | ---------- | ---------- | ------ | ------ |
| 2016                   | «Вікінг»               | ЧН                     | 3         | 0         | КН                 | 2                  | 1                  | -                    | -                    | -                    | -          | -          | -          | 5      | 1      |
| бер.-лип. 2017         | «Левангер»             | 1D                     | 11        | 1         | КН                 | 3                  | 2                  | -                    | -                    | -                    | -          | -          | -          | 14     | 3      |
| серп.-груд. 2017       | «Юнгшиле СК»           | Л1                     | 10        | 5         | КШ                 | -                  | -                  | -                    | -                    | -                    | -          | -          | -          | 10     | 5      |
| січ.-серп. 2018        | «Вікінг»               | 1D                     | 5         | 0         | КН                 | 0                  | 0                  | -                    | -                    | -                    | -          | -          | -          | 5      | 0      |
| Усього за «Вікінг»     | Усього за «Вікінг»     | Усього за «Вікінг»     | 8         | 0         |                    | 2                  | 1                  |                      | -                    | -                    |            | -          | -          | 10     | 1      |
| серп.-груд. 2018       | «Юнгшиле СК»           | Л1                     | 13        | 10        | КШ                 | -                  | -                  | -                    | -                    | -                    | -          | -          | -          | 13     | 10     |
| 2019                   | «Юнгшиле СК»           | Л1                     | 27        | 18        | КШ                 | 0                  | 0                  | -                    | -                    | -                    | -          | -          | -          | 27     | 18     |
| Усього за «Юнгшиле СК» | Усього за «Юнгшиле СК» | Усього за «Юнгшиле СК» | 50        | 33        |                    | 0                  | 0                  |                      | -                    | -                    |            | -          | -          | 50     | 33     |
| 2020                   | «КуПС»                 | ВЛ                     | 21        | 7         | КФ                 | 7                  | 4                  | ЛЧ+ЛЄ                | 1+3                  | 0+2                  | -          | -          | -          | 32     | 13     |
| 2021                   | «КуПС»                 | ВЛ                     | 8         | 2         | КФ                 | 1                  | 0                  | ЛК                   | 2                    | 1                    | -          | -          | -          | 11     | 3      |
| Усього за «КуПС»       | Усього за «КуПС»       | Усього за «КуПС»       | 29        | 9         |                    | 8                  | 4                  |                      | 6                    | 3                    |            | -          | -          | 43     | 16     |
| Усього за кар'єру      | Усього за кар'єру      | Усього за кар'єру      | 98        | 43        |                    | 13                 | 7                  |                      | 6                    | 3                    |            | -          | -          | 117    | 53     |